# Vasastaden, Stockholm
För andra betydelser, se Vasastaden.
Vasastaden (informellt Vasastan) är en stadsdel i Stockholms innerstad och Norra innerstadens stadsdelsområde. 
Vasastaden begränsas i väster av Barnhusviken/Karlbergssjön, i söder av Tegnérgatan (norr om Tegnérlunden), i öster av Birger Jarlsgatan-Roslagstull-Roslagsvägen samt i norr av Brunnsviken och kommungränsen mot Solna (Norrtull-Norra Länken). Den gränsar till stadsdelarna Norrmalm, Kungsholmen, Östermalm och Norra Djurgården samt till Solna kommun. 
Ytan uppgår till 294 hektar land och 11 hektar vatten. Antalet invånare uppgår till cirka 60 000 (1934 var antalet invånare hela 103 336). Den högsta punkten finns i Vanadislunden, 43 m ö.h., Observatorielunden når 42 m ö.h., Hälsingehöjden och Rödabergsbrinken ligger 31 m ö.h.

## Vasastadens historia
Området som kom att kallas för Vasastaden var länge en del av landsbygden. Lindhagenplanen la fast en gatureglering av området år 1866.  Odengatan och Sveavägen var exempel på gator som man hade idéer och planer på att bredda. Dock tog det tid att komma överens om Norrmalms stadsplanering, vilket man till slut gjorde år 1879 men med flera ändringar såsom att Sveavägen minskades i bredd från 72 till 42 meter. Däremot gjorde man inga ändringar i vad som planerats för Odengatan gällande bredd och placering. Ytterligare förändringar var att flera kvarter slogs ihop och bildade mer avlånga kvarter istället för kvadratiska. I slutet av 1800-talet växte Stockholms befolkning kraftigt under en kort tidsperiod på tre decennier. Den ökade från cirka 136 000 till 300 000 invånare och som mest under 1880-talet från 168 000 till hela 246 000 invånare. Detta bidrog till stor bostadsbrist i staden och mer än 150 fastigheter byggdes under 1880-talet. Det växte fram olika områden allt eftersom i Vasastaden till exempel Sabbatsberg, Röda Bergen, Birkastaden, Rörstrand, Sibirien och Atlasområdet. Den mest omfattande bebyggelsen i Vasastaden började först söder om Odengatan efter stadsplanen under 1880-talet och var en del i stadens nya utbyggnad.

### Vasastaden får sitt namn

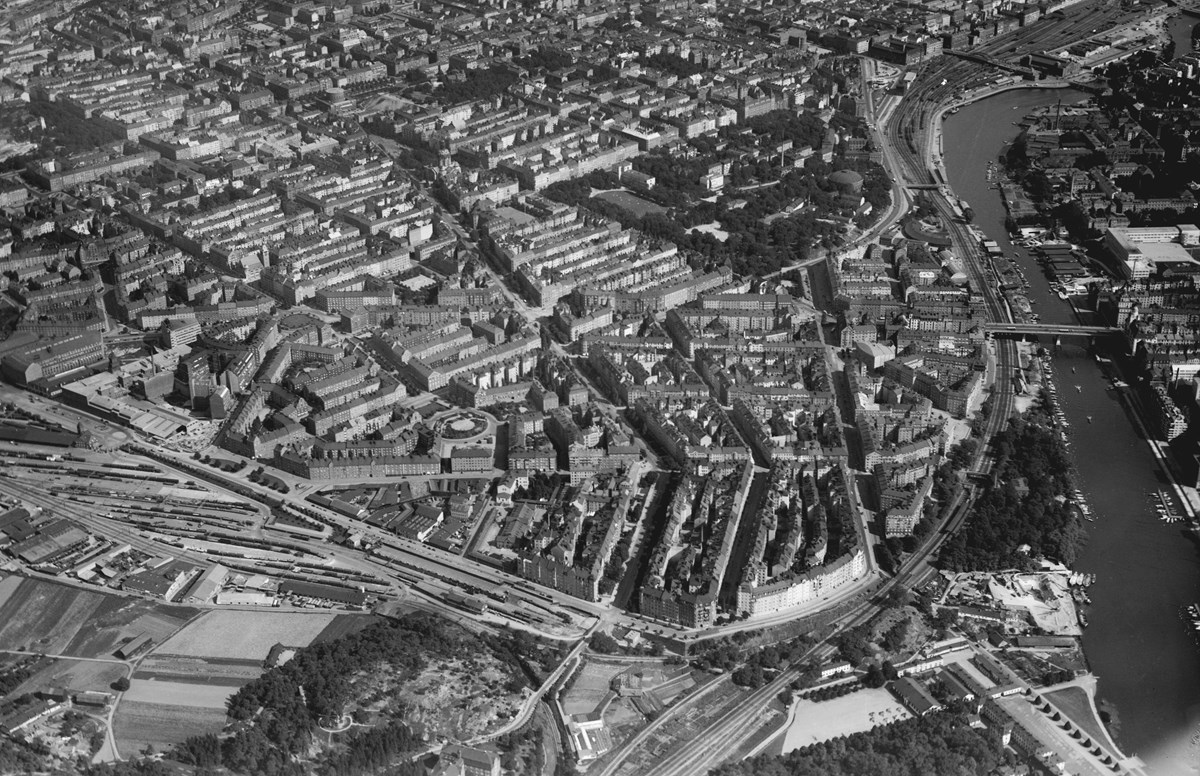
Bild över Vasastaden 1938.

Under stadsplaneringen som pågick i Stockholm under slutet av 1800-talet hade Norrmalm flera olika namn och man syftade på stadens norra delar. Under 1890-talet uppstod namnet Vasastaden som stadsdelsnamn och skulle ersätta alla olika namn som användes när man syftade på de norra delarna av staden. Vasastaden fick sitt namn med stor sannolikhet inspirerad av den stora gatan Vasagatan som invigdes och fick sitt namn år 1885. Vasagatan var och är än idag en mycket central och viktigt gata som nådde hela vägen ned mot den södra delen av västra Norrmalm. Vasagatan var porten upp till den nya stadsdelen som senare skulle heta Vasastaden. Vasagatan fick sitt namn efter den nya bron Vasabron som i sin tur var inspirerad av Gustav Vasas staty som finns vid Riddarhuset. Benämningen Vasastaden var ett namn för stadens norra delar men främst området mellan Observatorium norrut och Sabbatsberg. År 1923 fastslog flera stadsingenjörer att Vasastaden användes av massvis av människor och med en stor spridning över staden. Namnet förekom i olika läroböcker, kartor över staden och geografiböcker, fast stadsdelen ännu inte hade fått sitt officiella namn. Vasastaden nämndes först i skrift år 1890 när Claes Lundin skriver i "Nya Stockholm" att stadsdelen växer fram och får en större betydelse för staden. Dock skulle det dröja många år, ända fram till år 1933, innan stadsdelen Vasastaden fick sitt officiella namn. Den 18 november 1926 överlämnades ett nytt namnförslag och förslag till uppdelning av Norrmalm till Stadsfullmäktige. Namnet Vasastaden fastställdes av Överståthållarämbetet den 23 december 1926 men dock fanns planen på stadsindelning och stadsdelsnamn redan år 1905. Nu fick Vasastaden sitt namn och användes ännu mer av människor trots att stadsdelen länge hade kallats för just Vasastaden. Eftersom Vasastaden sitter ihop med delar av Norrmalm och Östermalm kan det vara svårt att veta var gränserna går mellan områdena. Gränsen mellan Norrmalm och Vasastaden går norr om Tegnérlunden och mellan Vasastaden och Östermalm går vid Birger Jarlsgatan.

### Fastigheterna och arkitekturen söder om Odengatan
Det var tänkt att övre medelklass skulle bosätta sig i Vasastaden, vilket de också gjorde. Det fanns möjligheter att bygga mycket eftersom det var ett obebyggt område och en del av landsbygden. Några av de första kvarter som byggdes var Nebulosan, Karlavagnen, Sirius, Planeten, Kikaren, Kometen, Tuben och Stjärnfallet som blev färdigbyggda under samma tidsperiod. Namnen på dessa kvarteren kommer av inspiration från Observatoriet som ligger i samma område och uppfördes av Kungliga vetenskapsakademien mellan 1747 och 1753. Dessa äldsta kvarter i Vasastan  ligger i området mellan Odengatan i norr, Tegnérgatan i söder, Dalagatan till väster och Upplandsgatan öster. Vasastaden som byggdes efter 1910 bortom Odenplan hade relativt små lägenheter eftersom man skulle få plats med flera bostäder. Enligt byggnadsordningen från år 1876 fick hushöjden höjas och husen norr om Odenplan som byggdes vid 1910-1920 byggdes som femvåningshus istället för fyrvåningshus. Dock fick husen inte vara hur höga som helst utan skulle vara i relation till gatans bredd. Hörnen på husen fick inte heller sticka ut för mycket för att skymma sikten i korsningar. Man valde istället att bygga hörnen med en stor kupol eller ett altanförsett torn. De flesta husen hade putsade fasader samt var symmetriskt byggda. Fasaderna var ofta utrustade med våningslister som avslutandes med gesimser, pilastrar och hörnkedjor samt även olika typer av fönsteromfattningar på husens alla olika våningar. Fastighetsportarna försågs med olika skulpturer och dekorer. Den stil som dominerade framför andra stilar var nyrenässansen. Många av dessa fasader har förändrats eller förenklats över tid medan andra fastigheter har bevarats med de ursprungliga detaljerna som fanns när huset uppfördes. Det finns än idag en del gator som präglas i hög grad av 1880-talet och arkitekturen som pågick i Stockholm under denna tid. Några gator är bland annat Vegagatans västra sida, Upplandsgatan mellan Odengatan och Observatoriegatan, Rådmansgatan mellan Teknologgatan och Dalagatan samt även Kungstensgatan mellan Upplandsgatan och Dalagatan. Det fanns flera arkitekter som ritade dessa 1880-tals bostadshus bland annat bröderna Axel och Hjalmar Kumlien, A E Melander, A G Forsberg, G A Fristedt, Oskar Erikson, Carl Kleitz samt Alfred Hellström med flera. Alfred Hellström ritade fler fastigheter i kvarteren Planeten och Sirius. De som ritade flest hus var G A Fristedt och Oskar Eriksson som låg bakom alla hus i kvarteret Mjölnaren. G A Fristedt ritade flera hus i kvarteren Kikaren, Tuben och Facklan. Under bostadskrisen lät Bostadssällskapet Stockholm bygga flera hus i kvarteret Astraea och i Kronan. De som hade byggt dessa kvarter byggde i sin tur husen i kvarteren Sirius och Planeten.

## Kända byggnader i Vasastaden

### Stadsbiblioteket
Stadsbiblioteket är en av Vasastadens kändaste byggnader. Biblioteket är ritat av arkitekten Gunnar Asplund och öppnades år 1928. Stadsbiblioteket blev en stor höjdpunkt och en avslutning på en nyklassisk tid inom arkitekturen. Biblioteket är byggd på geometriska former och kuben som omsluter cylindern. Den 24 meter höga rotundan, cylindern, i kärnan omges av fyra lägre och kortare rektangulära fastigheter. Dessa är ihopkopplade tillsammans med längor eller flyglar. Stadsbiblioteket har en enkel fasad, vilket var vanligt i den nordiska 1920-talsarkitekturen. Dock också inspirerad av nyantiken. Ytterväggarna är kalkputsade över tegelmurar. Stadsbibliotekets huvudentré är en stor och mäktig trappa ned mot Sveavägen. Trappan är en åsnetrappa, vilket kännetecknas av långa trappsteg och är mycket bred. Nedanför biblioteket finns det terrasser med olika butiker under. I stadsbiblioteket och i dess huvudsal ryms över 40 000 olika böcker.

### Gustaf Vasa kyrka

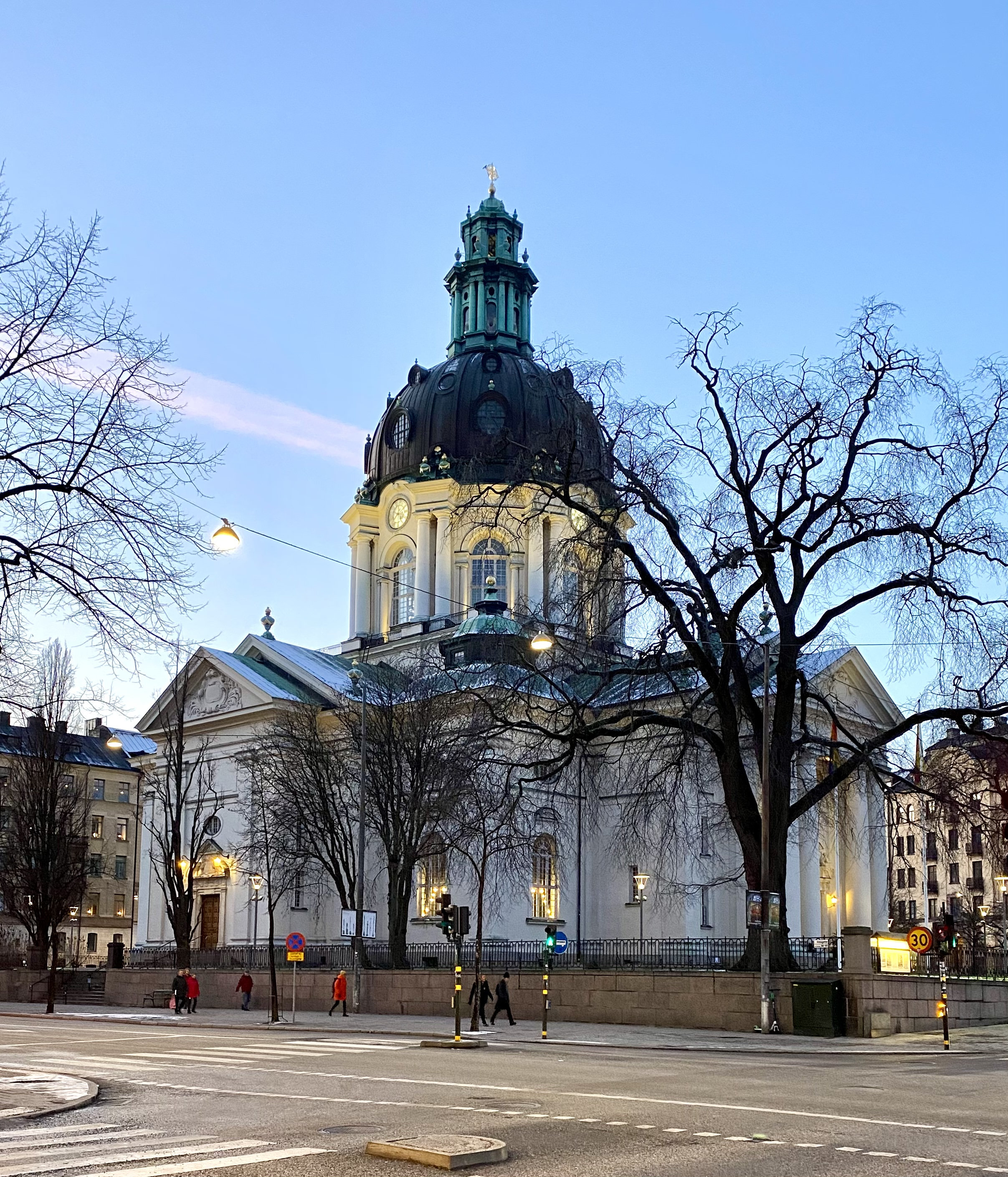
Gustaf Vasa kyrka.

En annan känd byggnad i Vasastaden är Gustaf Vasa kyrka som ligger mitt på Odenplan. Gustaf Vasa kyrka byggdes när församlingen Adolf Fredrik splittrades år 1906. Den 10 juni 1906 invigdes den nya kyrkan i Vasastaden. Det var flera olika arkitekter som var intresserade av att rita Gustaf Vasa kyrka. Den personen som till slut fick rita kyrkan var Agi Lindegren som brukade rita slott i vanliga fall. Lindegren hade idéer om en kyrka i italiensk nybarock stil som det också till slut blev. Den enorma kupolen som är över 60 meter hög ansågs vara mycket pampig. Gustaf Vasa kyrka blev och är en av de största församlingarna som finns i Stockholm.

### Observatoriet
Stockholms gamla Observatorium byggdes av Kungliga Vetenskapsakademien år 1753. Det är en av få institutionsbyggnader som byggdes under upplysningen som finns kvar än idag. Carl Hårleman var den person som var arkitekten av Observatoriet. Den verksamhet som bedrevs i Observatoriet var främst forskning inom astronomi, geografi och meteorologi. Senare flyttades astronomin till Saltsjöbaden år 1931 och Observatoriet blev en geografisk institution..

## Gator
Huvudartikel: Gator och torg i Vasastan
Odengatan löper genom både Vasastaden och Östermalm, från Valhallavägen vid Stockholms östra, förbi Stockholms stadsbibliotek, Odenplan och Vasaparken upp till S:t Eriksplan. Även Rådmansgatan löper genom både Vasastaden och Östermalm, från Valhallavägen vid Stockholms östra, förbi Arkitekthögskolan, Handelshögskolan, gamla tekniska högskolan. Sankt Eriksgatan löper genom Vasastaden och Kungsholmen. Den går från Norr Mälarstrand, förbi Fridhemsplan, förbi S:t Eriksplan, passerar Vanadisplan och vidare upp till Norra Stationsgatan. Eugeniavägen löper norr om Norra stationsparken och markerar gränsen mellan Vasastaden och Solna kommun.

## Personer från Vasastaden
En av Vasastadens stora profiler var Astrid Lindgren som i över 70 år bodde i stadsdelen, de sista 60 åren på Dalagatan med utsikt över Vasaparken. 

## Vasastaden i kulturen
Flera svenska filmer som Mannen på taket, En kärlekshistoria, Karlsson på taket och Morrhår och ärtor utspelar sig just i Vasastan.

## Informella områden

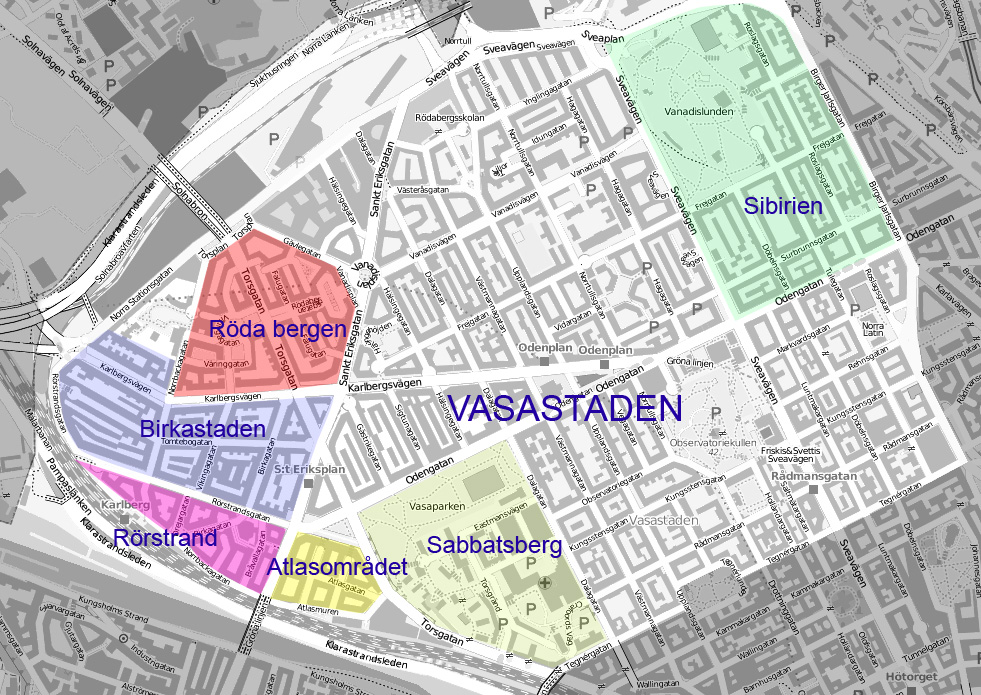
Karta över Vasastaden och de informella områdena Sibirien, Röda bergen, Birkastan, Rörstrand, Atlasområdet och Sabbatsberg.